# Grünes Schlüsselloch
Der Fernwanderweg Grünes Schlüsselloch (FAV 021) führt von Neustadt an der Aisch nach Feuchtwangen in Mittelfranken. Er ist 76 km lang und führt durch das Rangau und das obere Altmühltal. Der Weg verläuft im in weiten Teilen im Naturpark Frankenhöhe.
Markiert wird der Verlauf mit dem Wegzeichen „grünes Schlüsselloch auf weißem Grund“. Ein weiterer Weg führt ebenfalls von Neustadt nach Feuchtwangen, allerdings über die nordwestliche Frankenhöhe und Rothenburg ob der Tauber.
Der Wanderweg startet in Neustadt an der Aisch und führt südwärts in den Naturpark Frankenhöhe. Von der Aisch geht es über Linden nach Unteraltenbernheim im Zenn-Tal. In einem Nebental führt der Weg nach Virnsberg und hoch nach Flachslanden. Nach Buhlsbach wird das Rezat-Tal gequert und es geht zur über 600 Jahre alten Kreuzeiche bei Lehrberg. Kurz danach wird die Europäische Wasserscheide erreicht und es geht ins Altmühltal nach Leutershausen. Über Weinberg führt der Weg zum Zielort Feuchtwangen im Tal der Sulzach.

## Streckenverlauf
- Neustadt an der Aisch (Bahnhof)
- Linden
- Unteraltenbernheim (Zenn, Ehemaliges Seckendorffsches Schloss)
- Virnsberg (Schloss und ehemalige Kommende des Deutschen Ordens)
- Buhlsbach
- Lehrberg (Kreuzeiche, Europäische Wasserscheide, Bahnhof)
- Leutershausen (Altmühltal, Bahnhof)
- Weinberg
- Feuchtwangen (Kreuzgangspiele)